# Vigintisexviri
Vigintisexviri (ед.ч. vigintisexvir) е колегия от нисши магистрати в Римската република; името буквално означава „Двадесет и шестима“. Колегията се състои от:
- decemviri stlitibus iudicandis – десет магистрати
- tresviri capitales, известни като nocturni – трима магистрати с политически функции в Рим, отговарящи за затворите и за екзекуциите на престъпниците; [1]
- tresviri aere argento auro flando feriundo, известни и като tresviri monetales – трима магистрати, отговорни за сеченето на монети;
- quattuorviri viis in urbe purgandis, известни и като quattorviri viarum curandarum – четирима магистрати, отговорни за поддържането на пътищата в града Рим;
- duoviri viis extra urbem purgandis, известни и като duoviri curatores viarum – двама магистрати, отговарящи за поддържането на пътищата близко до Рим;
- четирима praefecti Capuam Cumas – префекти изпратени до Капуа и Куме в Кампания, за да надзиравам правораздаването там.